# Marion, Kansas
Marion är administrativ huvudort i Marion County i Kansas. Orten har fått sitt namn efter militären Francis Marion. Enligt 2020 års folkräkning hade Marion 1 922 invånare.

## Kända personer från Marion
- Randolph Carpenter, politiker
- Homer Hoch, jurist och politiker